# Euchaetes epagoga
Euchaetes epagoga là một loài bướm đêm thuộc phân họ Arctiinae, họ Erebidae.